# Théâtre de Vinohrady

Le théâtre de Vinohrady (en tchèque : Divadlo na Vinohradech), est un théâtre situé dans le quartier de  Vinohrady à Prague.

## Historique
La naissance du théâtre Vinohrady est le résultat d'un projet visant à la création d'une salle théâtrale pour interpréter les œuvres d'auteurs slaves. Un concours d'architectes fut lancé en 1902. 
La construction de ce théâtre commença le 27 février 1905. Le théâtre fut inauguré le 24 novembre 1907. Ce théâtre a été construit selon le plan du professeur Alois Čenský. Sur la façade principale sont disposées des statues de Milan Havlíček représentant « la vérité » et « le courage ». Le théâtre de Vinohrady est le second théâtre en pierre à avoir été construit après le Théâtre national.
En 1907, Ludvík Čelanský fut le premier directeur artistique de ce nouveau théâtre pragois où il créa une scène d'opéra. La première œuvre jouée fut Godiva du poète Jaroslav Vrchlický
Entre 1950 et 1966, le théâtre Vinohrady fut utilisé par l'armée tchécoslovaque et prit le nom de théâtre de l'armée tchécoslovaque. En 1967, il retrouva son nom d'origine.